# Masaki Takemiya
Masaki Takemiya (jap. 武宮 正樹 Takemiya Masaki; ur. 1 stycznia 1951 w Tokio) – japoński zawodowy gracz go.

## Życiorys
Zdobywca sześciu tytułów Hon’inbō (1976, 1980, 1985) – pierwsze dwa stracił w kolejnych rozgrywkach, trzeci utrzymał przez cztery lata). Zdobywca tytułu Meijin (1995) oraz trzykrotny zdobywca tytułu Judan (1990–1992).
Masaki Takemiya jest znany ze swojego stylu gry nastawionego na wpływy, określanego często jako „kosmiczne go”. Swój pierwszy stopień dan zdobył w 1965 roku. Od roku 1977 posiadacz stopnia 9 dan.